# Cabana d'era de la Guàrdia
La Cabana d'era de la Guàrdia és una cabana de l'Esquirol (Osona) inclosa a l'Inventari del Patrimoni Arquitectònic de Catalunya.

## Descripció
Cabana d'era de planta trapezoïdal adossada per la façana Nord a l'edificació que s'utilitza com a portal d'entrada a la lliça. Coberta a dues vessants i amb el carener perpendicular a la façana situada a migdia. Presenta un pilar central de pedra picada que sosté el cavall del carener i el del sostre del paller. A la façana principal presenta un gran ràfec recolzat als laterals per unes bigues amb suports.

## Història
Cabana d'era relacionada amb el mas la Guàrdia.